# Protocalicium jaczevskii
Protocalicium jaczevskii — вид грибів, що належить до монотипового роду Protocalicium.